# Stefan Arczyński
Stefan Arczyński (31 de julio de 1916 - 28 de agosto de 2022) fue un fotógrafo polaco y veterano de la Segunda Guerra Mundial. Trabajó en ciudades como Essen, Berlín y Wrocław.

## Biografía
Nacido en Alemania el 31 de julio de 1916 en una familia de inmigrantes de la Gran Polonia, se interesó por la fotografía en su juventud, en particular por la fotografía deportiva. Después de la Segunda Guerra Mundial, se fue a Francia y trabajó en el desarrollo de la fotografía aérea . Hizo fotografías para portadas de revistas y postales; también fotografió arte. Durante muchos años colaboró con el director Henryk Tomaszewski . Viajó mucho y, además de las fotos de varias regiones de Polonia, también fotografió en numerosos países del mundo, incluidos China, India, África y los Estados Unidos.
Arczyński murió el 28 de agosto de 2022, a la edad de 106 años.